# Franz Joseph Mangoldt
Pour le mathématicien, voir Hans Carl Friedrich von Mangoldt.

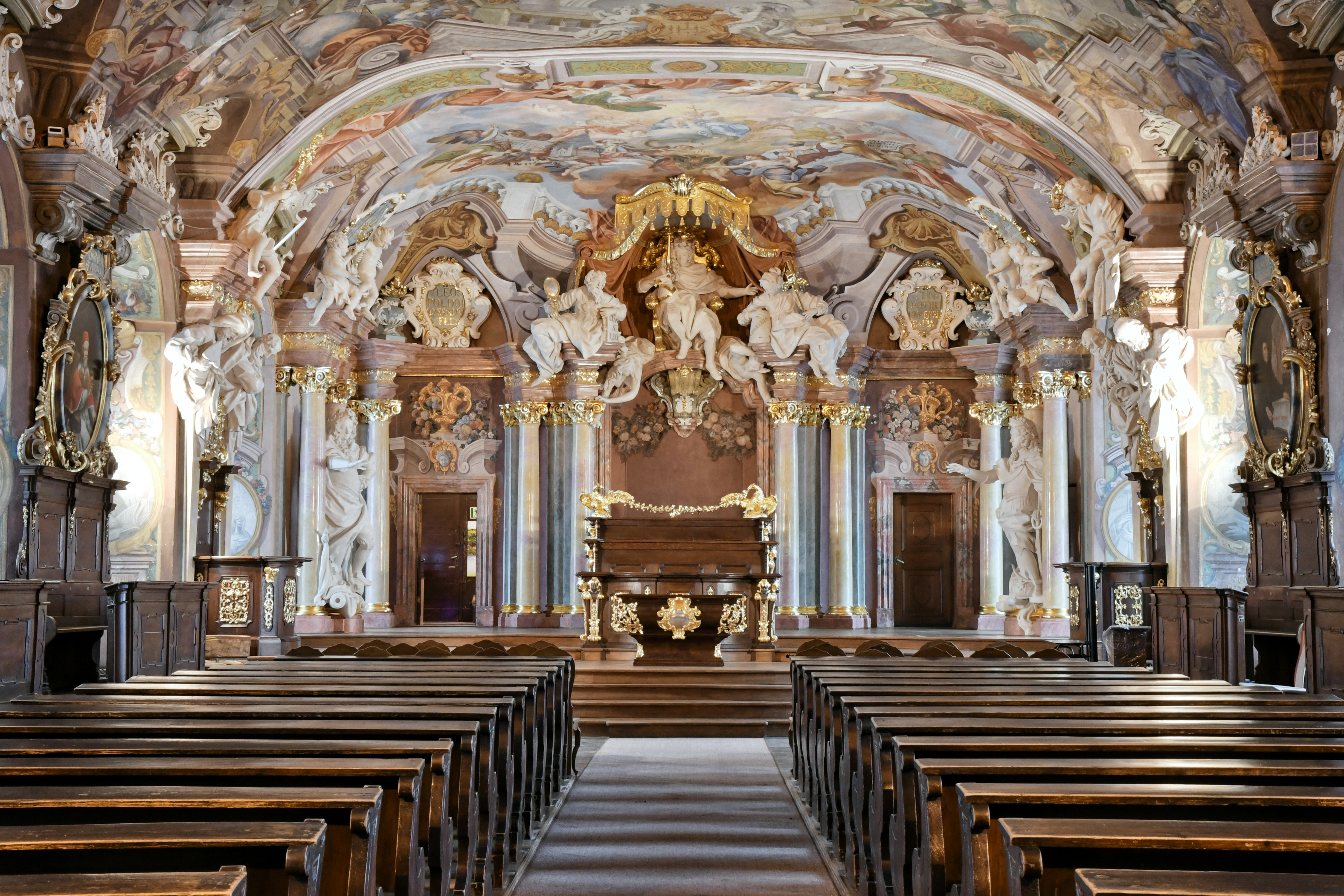
Mur ouest de lAula Leopoldina de l'ancien collège jésuite de Breslau

Franz Joseph Mangoldt (parfois Mangold), né en 1695 à Brünn et mort en 1761, est un sculpteur baroque allemand qui est actif en Silésie à partir de 1725.

## Biographie
Les dates de naissance et de mort de Mangoldt ne sont pas connues avec certitude. Il semble qu'il soit un fils ou un proche parent du sculpteur Joseph Mangold (ou Mangolt), originaire de Rottenbuch dans la région de Pfaffenwinkel en Bavière. Celui-ci s'est installé à Brünn en 1694 et devient membre de la corporation de Saint-Luc en 1700. Un autre parent est Johann Mangold qui fut l'auteur des sculptures de l'église Sainte-Anne de Nikolsburg, en 1710.
Le chef-d'œuvre de Mangoldt est sans aucun doute l'Aula Leopoldina de l'ancien collège des jésuites de Breslau, appartenant aujourd'hui à l'université de Wrocław. D'autres travaux remarquables sont à distinguer, comme le salon des princes (Fürstensaal) de l'abbaye de Leubus pour les cisterciens ou les décorations sculptées de l'abbaye Sainte-Hedwige de Trebnitz pour les cisterciennes, ou encore les œuvres des églises de Leubus et de Seitsch. Mangoldt appartient au même cercle artistique que Johann Christoph Handke, Christian Philipp Bentum, Johann Albrecht Siegwitz et Felix Anton Scheffler. Ses figures sculptées sont faites surtout de stuc imitant le marbre (selon la technique de la scagliola).
Franz Joseph Mangoldt était l'époux de la fille d'un sculpteur de Silésie, Georg Leonhard Weber (1672-1739). Une de ses filles épouse le peintre Johann Heinrich Kynast (mort en 1793) qui fut sans doute son élève. Mangoldt a également eu comme élèves Ignaz Exter et Franz Anton Felder (mort en 1782).

## Quelques œuvres

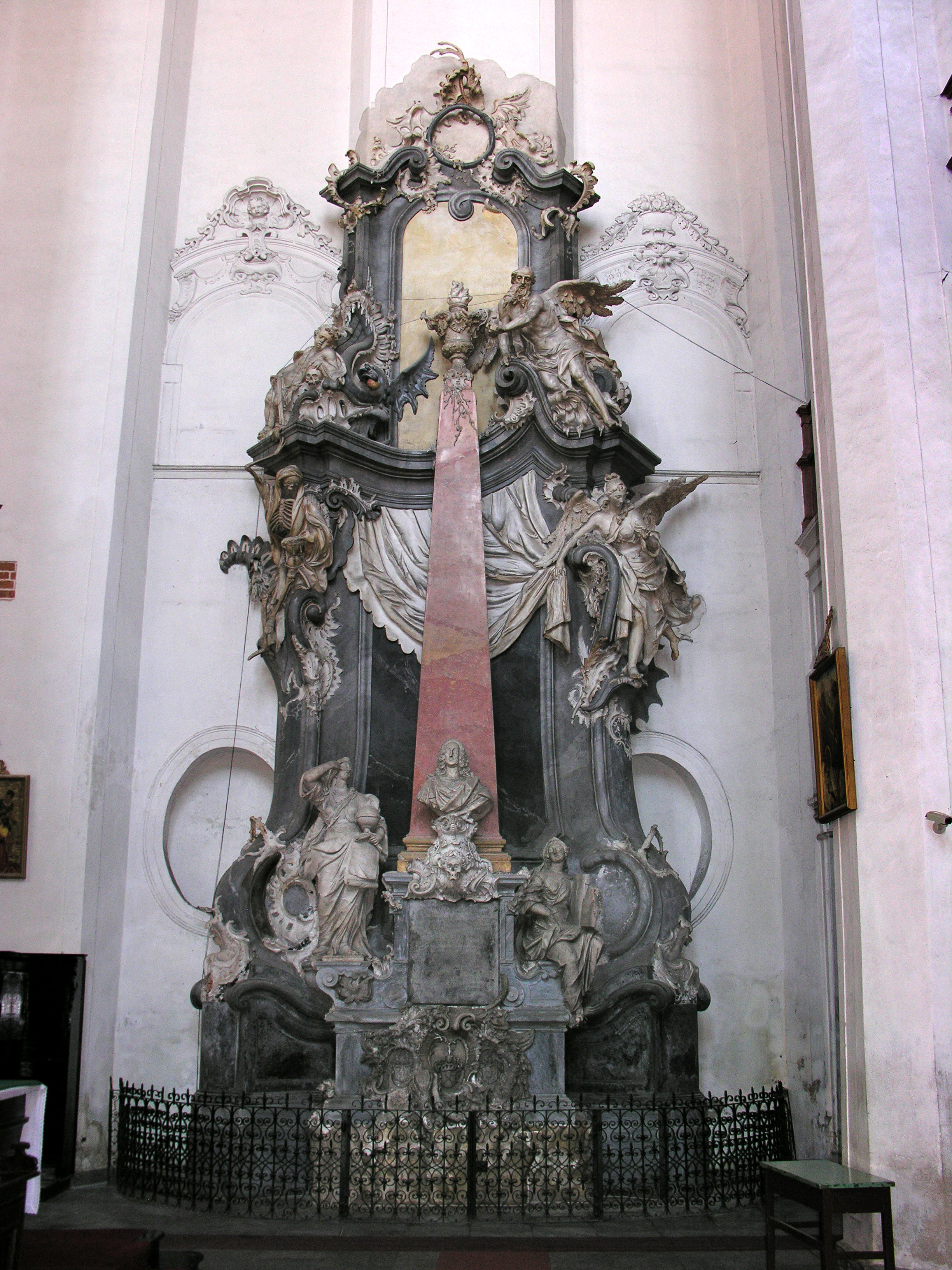
Monument funéraire du chancelier à la Cour, Heinrich Gottfried von Spätgen, en l'église Sainte-Dorothée de Breslau

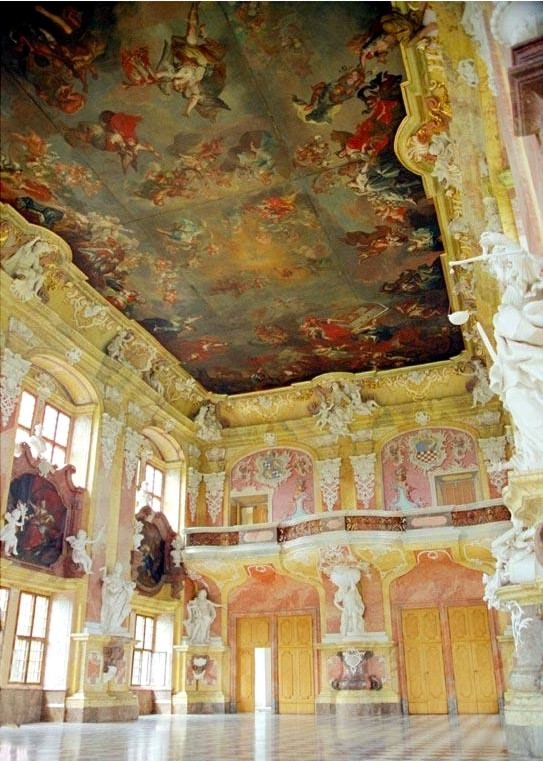
Vue du salon des princes de l'abbaye de Leubus

- Église Saint-Adalbert de Breslau: décoration de la chapelle Saint-Ceslas (1725)
- Église du Saint-Nom-de-Jésus de Breslau: autel de Saint-François-Xavier en stuc de faux-marbre; deux bas-reliefs d'albâtre représentant la vie de saint François-Xavier; porteur maure, ornements aux murs (1725-1733); chaire en marbre et bois (1727-1728)
- Aula Leopoldina de l'ancien collège jésuite de Breslau: statues des empereurs Léopold Ier, Joseph Ier et Charles VI; figures allégoriques de l'Oratorium Marianum (aujourd'hui salle de musique)
- Quatre statues de grès (la Théologie, la Philosophie, la Médecine, le Droit) en haut de la tour des Mathématiques de l'ancien collège jésuite de Breslau (1733)
- Église Sainte-Marie-sur-le-Sable de Breslau: chaire de vérité en stuc de faux-marbre soutenue par deux porteurs maures plus grands que nature (1739), détruite en 1945
- Église Sainte-Élisabeth de Breslau: tombeau de Johann Christoph Neumann et de son épouse (1739)
- Église Sainte-Dorothée de Breslau: tombeau du chancelier Heinrich Gottfried von Spätgen (1752-1753)
- Ancien palais d'été de l'évêque de Breslau: décoration intérieure de stuc (1749-1750)
- Abbaye de Leubus: décoration du salon des princes avec incrustations de marbre et groupe sculpté des empereurs Léopold Ier, Joseph Ier et Charles VI avec des figures allégoriques et mythologiques; portail maure (1734-1738); sculptures du jardin (vers 1739)
- Église paroissiale Saint-Valentin de Leubus: sculptures du maître-autel, du chemin de croix, de l'autel de la Vierge et de la chaire (1740-1745). En remerciement aux cisterciens de Leubus, il y sculpte sans honoraires le décor entourant les tableaux d'autel de la chapelle Saint-Jean-Népomucène, œuvres de Christian Philipp Bentum, Le Martyre de saint Jean-Népomucène et La Confession de la reine de Bohême.
- Église paroissiale Saint-Martin de Seitsch: maître-autel avec les statues de saint Pierre, saint Paul, saint Ambroise et saint Augustin et en haut celles de saint Bernard et de saint Benoît; chaire avec des scènes du Nouveau Testament et le Rédempteur sur l'abat-voix avec des putti entourant les symboles des Pères de l'Église (1738-1740).
- Abbaye Sainte-Hedwige de Trebnitz: maître-autel avec les statues de saint Barthélémy, saint Jean-Baptiste et saint Thaddée (1747-1748); chaire avec la représentation de la Résurrection sur l'abat-voix; statues de sainte Hedwige et de sainte Élisabeth sur l'arc triomphal (1739-1745); sculpture d'albâtre de sainte Hedwige devant son tombeau (1750-1751)

## Source
- (de) Cet article est partiellement ou en totalité issu de l’article de Wikipédia en allemand intitulé « Franz Joseph Mangoldt » (voir la liste des auteurs).